# Nancy Mitford
Nancy Mitford (28. listopadu 1904, Londýn – 30. června 1973, Versailles) byla anglická spisovatelka zabývající se historickou literaturou, především biografiemi. Mezi oceněními, která získala, byl Řád britského impéria. Zemřela na Hodgkinovu nemoc.

## Nejvýznamnější díla
- Seznam děl v Souborném katalogu ČR, jejichž autorem nebo tématem je Nancy Mitford
- Fridrich Veliký – životopis pruského krále Fridricha II.
- Král Slunce – životopis francouzského krále Ludvíka XIV.
- Madame de Pompadour – životopis milenky francouzského krále Ludvíka XV.
- Zamilovaný Voltaire – životopis francouzského filosofa Voltaira z doby krále Ludvíka XV.